# Hjejler
Hjejler (Pluvialis) er en fugleslægt i familien brokfugle. Slægten indeholder 4 arter, der alle yngler nordligt.

## Arter
- Hjejle Pluvialis apricaria
- Sibirisk hjejle Pluvialis fulva
- Amerikansk hjejle Pluvialis dominica
- Strandhjejle Pluvialis squatarola